# Bovornara
× Bovornara, (abreviado Bov) en el comercio, es un híbrido intergenérico entre los géneros de orquídeas Arachnis × Ascocentrum × Rhynchostylis × Vanda. Fue publicado en Orchid Rev. 83(987) cppo: 7 (1975).